# Campeonato Mundial de Halterofilismo de 1995
O Campeonato Mundial de Halterofilismo de 1995 foi a 67ª edição do campeonato de halterofilismo, organizado pela Federação Internacional de Halterofilismo (FIH), em Guangzhou, na China, entre 16 a 26 de novembro de 1995. Contou com a presença de 438 halterofilistas (345 masculino e 93 feminino) de 63 nacionalidades filiadas à Federação Internacional de Halterofilismo (FIH).

## Medalhistas

### Masculino
| Evento    | Ouro                         | Ouro     | Prata                             | Prata    | Bronze                           | Bronze   |
| 54 kg     | 54 kg                        | 54 kg    | 54 kg                             | 54 kg    | 54 kg                            | 54 kg    |
| --------- | ---------------------------- | -------- | --------------------------------- | -------- | -------------------------------- | -------- |
| Arranque  | Halil Mutlu · Turquia        | 130,0 kg | Zhang Xiangsen · China            | 127,5 kg | Lan Shizhang · China             | 125,0 kg |
| Arremesso | Zhang Xiangsen · China       | 157,5 kg | Halil Mutlu · Turquia             | 155,0 kg | Lan Shizhang · China             | 147,5 kg |
| Total     | Zhang Xiangsen · China       | 285,0 kg | Halil Mutlu · Turquia             | 285,0 kg | Lan Shizhang · China             | 272,5 kg |
| 59 kg     |                              |          |                                   |          |                                  |          |
| Arranque  | Leonidas Sabanis · Grécia    | 137,5 kg | Nikolay Peshalov · Bulgária       | 135,0 kg | William Vargas · Cuba            | 135,0 kg |
| Arremesso | Tang Lingsheng · China       | 167,5 kg | Li Chuanghuan · China             | 167,5 kg | Leonidas Sabanis · Grécia        | 165,0 kg |
| Total     | Leonidas Sabanis · Grécia    | 302,5 kg | Chun Byung-kwan Coreia do Sul     | 300,0 kg | Nikolay Peshalov · Bulgária      | 295,0 kg |
| 64 kg     |                              |          |                                   |          |                                  |          |
| Arranque  | Naim Süleymanoğlu · Turquia  | 147,5 kg | Valerios Leonidis · Grécia        | 148,0 kg | Wang Guohua · China              | 145,0 kg |
| Arremesso | Naim Süleymanoğlu · Turquia  | 180,0 kg | Valerios Leonidis · Grécia        | 180,0 kg | Peng Song · China                | 175,0 kg |
| Total     | Naim Süleymanoğlu · Turquia  | 327,5 kg | Valerios Leonidis · Grécia        | 327,5 kg | Peng Song · China                | 315,0 kg |
| 70 kg     |                              |          |                                   |          |                                  |          |
| Arranque  | Fedail Güler · Turquia       | 157,5 kg | Zhan Xugang · China               | 157,5 kg | Ergün Batmaz · Turquia           | 155,0 kg |
| Arremesso | Attila Feri · Hungria        | 190,0 kg | Zhan Xugang · China               | 190,0 kg | Fedail Güler · Turquia           | 187,5 kg |
| Total     | Zhan Xugang · China          | 347,5 kg | Fedail Güler · Turquia            | 345,0 kg | Ergün Batmaz · Turquia           | 340,0 kg |
| 76 kg     |                              |          |                                   |          |                                  |          |
| Arranque  | Pablo Lara · Cuba            | 162,5 kg | Khachatur Kyapanaktsyan · Armênia | 162,5 kg | Yoto Yotov · Bulgária            | 162,5 kg |
| Arremesso | Pablo Lara · Cuba            | 205,0 kg | Yoto Yotov · Bulgária             | 202,5 kg | Viktor Mitrou · Grécia           | 197,5 kg |
| Total     | Pablo Lara · Cuba            | 367,5 kg | Yoto Yotov · Bulgária             | 365,0 kg | Viktor Mitrou · Grécia           | 357,5 kg |
| 83 kg     |                              |          |                                   |          |                                  |          |
| Arranque  | Marc Huster · Alemanha       | 175,0 kg | Pyrros Dimas · Grécia             | 172,5 kg | Sergo Chakhoyan · Armênia        | 167,5 kg |
| Arremesso | Pyrros Dimas · Grécia        | 212,5 kg | Marc Huster · Alemanha            | 210,0 kg | Dursun Sevinç · Turquia          | 207,5 kg |
| Total     | Pyrros Dimas · Grécia        | 385,0 kg | Marc Huster · Alemanha            | 385,0 kg | Vadim Vacarciuc · Moldávia       | 375,0 kg |
| 91 kg     |                              |          |                                   |          |                                  |          |
| Arranque  | Igor Alekseyev · Rússia      | 180,0 kg | Andrey Makarov · Cazaquistão      | 175,0 kg | Aleksander Karapetyan · Armênia  | 172,5 kg |
| Arremesso | Igor Alekseyev · Rússia      | 210,0 kg | Aleksander Karapetyan · Armênia   | 210,0 kg | Viktor Belyatsky · Bielorrússia  | 207,5 kg |
| Total     | Igor Alekseyev · Rússia      | 390,0 kg | Aleksander Karapetyan · Armênia   | 382,5 kg | Andrey Makarov · Cazaquistão     | 380,0 kg |
| 99 kg     |                              |          |                                   |          |                                  |          |
| Arranque  | Sergey Syrtsov · Rússia      | 190,0 kg | Anatoly Khrapaty · Cazaquistão    | 185,0 kg | Akakios Kakiasvilis · Grécia     | 182,5 kg |
| Arremesso | Akakios Kakiasvilis · Grécia | 227,5 kg | Sergey Syrtsov · Rússia           | 220,0 kg | Oleg Chiritso · Bielorrússia     | 217,5 kg |
| Total     | Akakios Kakiasvilis · Grécia | 410,0 kg | Sergey Syrtsov · Rússia           | 410,0 kg | Anatoly Khrapaty · Cazaquistão   | 400,0 kg |
| 108 kg    |                              |          |                                   |          |                                  |          |
| Arranque  | Cui Wenhua · China           | 192,5 kg | Ihor Razoronov · Ucrânia          | 190,0 kg | Mukhran Gogia · Geórgia          | 182,5 kg |
| Arremesso | Ihor Razoronov · Ucrânia     | 227,5 kg | Sergey Flerko · Rússia            | 222,5 kg | Gennady Shchekalo · Bielorrússia | 220,0 kg |
| Total     | nov · Ucrânia                | 417,5 kg | Cui Wenhua · China                | 407,5 kg | Sergey Flerko · Rússia           | 405,0 kg |
| +108 kg   |                              |          |                                   |          |                                  |          |
| Arranque  | Ronny Weller · Alemanha      | 197,5 kg | Andrey Chemerkin · Rússia         | 197,5 kg | Stefan Botev · Austrália         | 190,0 kg |
| Arremesso | Stefan Botev · Austrália     | 245,0 kg | Andrey Chemerkin · Rússia         | 245,0 kg | Ronny Weller · Alemanha          | 242,5 kg |
| Total     | Andrey Chemerkin · Rússia    | 442,5 kg | Ronny Weller · Alemanha           | 440,0 kg | Stefan Botev · Austrália         | 435,0 kg |

- — RECORDE MUNDIAL

### Feminino
| Evento    | Ouro                            | Ouro     | Prata                           | Prata    | Bronze                          | Bronze   |
| 46 kg     | 46 kg                           | 46 kg    | 46 kg                           | 46 kg    | 46 kg                           | 46 kg    |
| --------- | ------------------------------- | -------- | ------------------------------- | -------- | ------------------------------- | -------- |
| Arranque  | Guan Hong · China               | 81,0 kg  | Kunjarani Devi · Índia          | 75,0 kg  | Tsai Huey-woan · Taipé Chinesa  | 72,5 kg  |
| Arremesso | Guan Hong · China               | 100,0 kg | Kunjarani Devi · Índia          | 100,0 kg | Tsai Huey-woan · Taipé Chinesa  | 92,5 kg  |
| Total     | Guan Hong · China               | 180,0 kg | Kunjarani Devi · Índia          | 175,0 kg | Tsai Huey-woan · Taipé Chinesa  | 165,0 kg |
| 50 kg     |                                 |          |                                 |          |                                 |          |
| Arranque  | Liu Xiuhua · China              | 85,0 kg  | Chu Nan-mei · Taipé Chinesa     | 80,0 kg  | Izabela Rifatova · Bulgária     | 75,0 kg  |
| Arremesso | Liu Xiuhua · China              | 102,5 kg | Chu Nan-mei · Taipé Chinesa     | 97,5 kg  | Izabela Rifatova · Bulgária     | 97,5 kg  |
| Total     | Liu Xiuhua · China              | 187,5 kg | Chu Nan-mei · Taipé Chinesa     | 177,5 kg | Izabela Rifatova · Bulgária     | 172,5 kg |
| 54 kg     |                                 |          |                                 |          |                                 |          |
| Arranque  | Karnam Malleswari · Índia       | 90,0 kg  | Zhang Xixiang · China           | 85,0 kg  | Kuo Ping-chun · Taipé Chinesa   | 80,0 kg  |
| Arremesso | Karnam Malleswari · Índia       | 113,0 kg | Zhang Xixiang · China           | 110,0 kg | Kuo Ping-chun · Taipé Chinesa   | 105,0 kg |
| Total     | Karnam Malleswari · Índia       | 202,5 kg | Zhang Xixiang · China           | 195,0 kg | Kuo Ping-chun · Taipé Chinesa   | 185,0 kg |
| 59 kg     |                                 |          |                                 |          |                                 |          |
| Arranque  | Chen Xiaomin · China            | 92,5 kg  | Neelam Setti Laxmi · Índia      | 90,0 kg  | Wu Mei-yi · Taipé Chinesa       | 85,0 kg  |
| Arremesso | Chen Xiaomin · China            | 123,5 kg | Neelam Setti Laxmi · Índia      | 112,5 kg | Wu Mei-yi · Taipé Chinesa       | 110,0 kg |
| Total     | Chen Xiaomin · China            | 215,0 kg | Neelam Setti Laxmi · Índia      | 202,5 kg | Wu Mei-yi · Taipé Chinesa       | 195,0 kg |
| 64 kg     |                                 |          |                                 |          |                                 |          |
| Arranque  | Chen Jui-lien · Taipé Chinesa   | 97,5 kg  | Erzsébet Márkus · Hungria       | 92,5 kg  | Gergana Kirilova · Bulgária     | 90,0 kg  |
| Arremesso | Chen Jui-lien · Taipé Chinesa   | 115,0 kg | Gergana Kirilova · Bulgária     | 115,0 kg | Choi Eun-ja Coreia do Sul       | 115,0 kg |
| Total     | Chen Jui-lien · Taipé Chinesa   | 212,5 kg | Gergana Kirilova · Bulgária     | 205,0 kg | Maria Christoforidou · Grécia   | 200,0 kg |
| 70 kg     |                                 |          |                                 |          |                                 |          |
| Arranque  | Li Hongyun · China              | 97,5 kg  | Tang Weifang · China            | 97,5 kg  | Kim Dong-hee Coreia do Sul      | 95,0 kg  |
| Arremesso | Tang Weifang · China            | 129,0 kg | Li Hongyun · China              | 120,0 kg | Milena Trendafilova · Bulgária  | 120,0 kg |
| Total     | Tang Weifang · China            | 225,0 kg | Li Hongyun · China              | 217,5 kg | Milena Trendafilova · Bulgária  | 215,0 kg |
| 76 kg     |                                 |          |                                 |          |                                 |          |
| Arranque  | Zhang Xiaoli · China            | 102,5 kg | Li Yan · China                  | 100,0 kg | Mária Takács · Hungria          | 97,5 kg  |
| Arremesso | Li Yan · China                  | 127,5 kg | Mária Takács · Hungria          | 122,5 kg | Zhang Xiaoli · China            | 122,5 kg |
| Total     | Li Yan · China                  | 227,5 kg | Zhang Xiaoli · China            | 225,0 kg | Mária Takács · Hungria          | 220,0 kg |
| 83 kg     |                                 |          |                                 |          |                                 |          |
| Arranque  | María Isabel Urrutia · Colômbia | 105,0 kg | Chen Shu-chih · Taipé Chinesa   | 105,0 kg | Panagiota Antonopoulou · Grécia | 100,0 kg |
| Arremesso | Chen Shu-chih · Taipé Chinesa   | 135,0 kg | María Isabel Urrutia · Colômbia | 132,5 kg | Panagiota Antonopoulou · Grécia | 125,0 kg |
| Total     | Chen Shu-chih · Taipé Chinesa   | 240,0 kg | María Isabel Urrutia · Colômbia | 237,5 kg | Panagiota Antonopoulou · Grécia | 225,0 kg |
| +83 kg    |                                 |          |                                 |          |                                 |          |
| Arranque  | Wan Ni · China                  | 108,0 kg | Balkisu Musa · Nigéria          | 107,5 kg | Karoliina Lundahl · Finlândia   | 102,5 kg |
| Arremesso | Chen Hsiao-lien · Taipé Chinesa | 132,5 kg | Erika Takács · Hungria          | 130,0 kg | Karoliina Lundahl · Finlândia   | 125,0 kg |
| Total     | Erika Takács · Hungria          | 232,5 kg | Chen Hsiao-lien · Taipé Chinesa | 230,0 kg | Karoliina Lundahl · Finlândia   | 227,5 kg |

- — RECORDE MUNDIAL

## Quadro de medalhas
Quadro de medalhas no total combinado
| Ordem | País          | Medalha de ouro | Medalha de prata | Medalha de bronze | Total |
| ----- | ------------- | --------------- | ---------------- | ----------------- | ----- |
| 1     | China         | 7               | 4                | 2                 | 13    |
| 2     | Grécia        | 3               | 1                | 3                 | 7     |
| 3     | Taipé Chinesa | 2               | 2                | 3                 | 7     |
| 4     | Rússia        | 2               | 1                | 1                 | 4     |
| 5     | Turquia       | 1               | 2                | 1                 | 4     |
| 6     | Índia         | 1               | 2                | 0                 | 3     |
| 7     | Hungria       | 1               | 0                | 1                 | 2     |
| 8     | Cuba          | 1               | 0                | 0                 | 1     |
| 8     | Ucrânia       | 1               | 0                | 0                 | 1     |
| 10    | Bulgária      | 0               | 2                | 3                 | 5     |
| 11    | Alemanha      | 0               | 2                | 0                 | 2     |
| 12    | Armênia       | 0               | 1                | 0                 | 1     |
| 12    | Colômbia      | 0               | 1                | 0                 | 1     |
| 12    | Coreia do Sul | 0               | 1                | 0                 | 1     |
| 15    | Cazaquistão   | 0               | 0                | 2                 | 2     |
| 16    | Austrália     | 0               | 0                | 1                 | 1     |
| 16    | Finlândia     | 0               | 0                | 1                 | 1     |
| 16    | Moldávia      | 0               | 0                | 1                 | 1     |
| Total | Total         | 19              | 19               | 19                | 57    |

Quadro de medalhas nos levantamentos + total combinado
| Ordem | País          | Medalha de ouro | Medalha de prata | Medalha de bronze | Total |
| ----- | ------------- | --------------- | ---------------- | ----------------- | ----- |
| 1     | China         | 21              | 13               | 7                 | 41    |
| 2     | Taipé Chinesa | 6               | 5                | 9                 | 20    |
| 3     | Grécia        | 6               | 4                | 8                 | 18    |
| 4     | Rússia        | 5               | 5                | 1                 | 11    |
| 5     | Turquia       | 5               | 3                | 4                 | 12    |
| 6     | Índia         | 3               | 6                | 0                 | 9     |
| 7     | Cuba          | 3               | 0                | 1                 | 4     |
| 8     | Hungria       | 2               | 3                | 2                 | 7     |
| 9     | Alemanha      | 2               | 3                | 1                 | 6     |
| 10    | Ucrânia       | 2               | 1                | 0                 | 3     |
| 11    | Colômbia      | 1               | 2                | 0                 | 3     |
| 12    | Austrália     | 1               | 0                | 2                 | 3     |
| 13    | Bulgária      | 0               | 5                | 8                 | 13    |
| 14    | Armênia       | 0               | 3                | 2                 | 5     |
| 15    | Cazaquistão   | 0               | 2                | 2                 | 4     |
| 16    | Coreia do Sul | 0               | 1                | 2                 | 3     |
| 17    | Nigéria       | 0               | 1                | 0                 | 1     |
| 18    | Bielorrússia  | 0               | 0                | 3                 | 3     |
| 18    | Finlândia     | 0               | 0                | 3                 | 3     |
| 20    | Geórgia       | 0               | 0                | 1                 | 1     |
| 20    | Moldávia      | 0               | 0                | 1                 | 1     |
| Total | Total         | 57              | 57               | 57                | 171   |